# Шамбли (футбольный клуб)
«Шамбли́» (фр. Football Club Chambly Oise) — французский профессиональный футбольный клуб из города Шамбли. Домашним стадионом является «Стад де Маре», но из-за правил второй французской Лиги вынужден выступать в других местах.

## История
Клуб был основан в 1989 году и в данный момент соревнуется в Лиге 2, втором по силе дивизионе французского футбола, а до этого выступал в Насьонале, в котором провёл 9 лет кряду. Эмблема и цвета формы футбольного клуба придуманы под влиянием успехов итальянского футбольного клуба «Интернационале».
1 февраля 2017 года, «Шамбли» и клуб высшего французского дивизиона «Монако» завершили основное время матча Кубка французской лиги результативной ничьей — 3:3. Несмотря на поражение в дополнительное время со счётом 4:5, матч вошёл историю небольшого клуба и города. А 1 марта 2018 года, «Шамбли» в матче Кубка Франции одолел (1:0) «Страсбур» и вышел в полуфинал турнира впервые в своей истории. Но праздник омрачило известие о смерти основателя и бессменного президента клуба Вальтера Люзи в тот же вечер.